# هانس سیرولا
هانس سیرولا (فنلاندی: Hannes Sirola; ۱۸ آوریل ۱۸۹۰ – ۴ آوریل ۱۹۸۵) ژیمناست هنری اهل فنلاند بود.